# Amaretti di Saronno
Gli Amaretti di Saronno sono un tipo di biscotto amaretto cosiddetto duro o secco avente come unici ingredienti zucchero, armelline e albume. Essi sono originari della città di Saronno e sono prodotti dall'azienda dolciaria D. Lazzaroni & C., la quale detiene tuttora il marchio registrato "Amaretto di Saronno", nonostante questo venga spesso utilizzato per indicare genericamente qualunque tipo di amaretto duro.

## Storia e tradizione

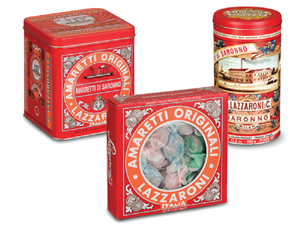
Tipiche confezioni di amaretti

Secondo la leggenda riportata anche dalla stessa ditta Lazzaroni, nel 1718 il cardinale Benedetto Erba Odescalchi, arcivescovo di Milano, decise di recarsi in visita al santuario della Beata Vergine dei Miracoli di Saronno. In onore della sua visita una giovane coppia preparò un impasto a base di zucchero, armelline e bianco d'uovo che, fatto lievitare in forno, diede origine a dei biscotti tondi che vennero chiamati Amaretti. Al di là della leggenda fu la famiglia Lazzaroni, che si era trasferita da Teglio a Saronno nella seconda metà del Settecento, a farsi portabandiera di questa specialità dolciaria inizialmente nel piccolo laboratorio familiare, in seguito a livello industriale grazie alla fondazione della D. Lazzaroni & C. nel 1888.

## Curiosità e riferimenti culturali
- I biscotti sono famosi per il loro incarto, fatto di carta velina che, se arrotolata, messa in piedi in un piattino e infiammata con un accendino, si mette a svolazzare lentamente verso l'alto[2]; alcuni si divertono a esprimere un desiderio che si realizzerebbe qualora la carta si mettesse a svolazzare.
- Nel 2010 una latta rossa di Amaretti di Saronno appare in una scena del film fantasy Harry Potter e i Doni della Morte - Parte 1[3].